# Muzaffarabad
Muzaffarabad (Urdu: مظفر آباد) è la capitale dell'entità autonoma dell'Azad Kashmir in Pakistan, e capoluogo del distretto omonimo.